# Station Cernay (Ermont)
Station Cernay is een spoorwegstation aan de spoorlijn Saint-Denis - Dieppe. Het ligt in de Franse gemeente Ermont in het departement Val-d'Oise (Île-de-France).
Een eerste halte in Cernay kwam er in 1889, echter zonder stationsgebouw.

## Ligging
Het station ligt op kilometerpunt 15,372 van de spoorlijn Saint-Denis - Dieppe.

## Diensten
Het station wordt aangedaan door verschillende treinen van Transilien:
- Treinen van de RER C tussen Pontoise en Massy-Palaiseau, waarvan sommige treinen Montigny - Beauchamp als eindpunt hebben
- Treinen van Transilien lijn H tussen Pontoise en Paris-Nord

## Vorige en volgende stations
| Richting                            | Vorig station                      | Lijn    | Volgend station   | Richting                                                |
| ----------------------------------- | ---------------------------------- | ------- | ----------------- | ------------------------------------------------------- |
| Pontoise C1 Montigny - Beauchamp C3 | Franconville - Le Plessis-Bouchard | RER C   | Ermont - Eaubonne | Massy-Palaiseau C2 Pont-de-Rungis - Aéroport d'Orly C12 |
| Pontoise                            | Franconville - Le Plessis-Bouchard | Trans H | Ermont - Eaubonne | Paris-Nord                                              |